# Бабиновичский сельсовет
Бабиновичский сельсовет — административная единица на территории Лиозненского района Витебской области Республики Беларусь.

## Состав
Бабиновичский сельсовет включает 9 населённых пунктов:
- Бабиновичи — агрогородок.
- Бель — деревня.
- Вишни — деревня.
- Заборы — деревня.
- Костеево — деревня.
- Осипенки — деревня.
- Рублево — деревня.
- Рыжики — деревня.
- Степаненки — деревня.